# Rajella nigerrima
Rajella nigerrima är en rockeart som först beskrevs av de Buen 1960.  Rajella nigerrima ingår i släktet Rajella och familjen egentliga rockor. IUCN kategoriserar arten globalt som livskraftig. Inga underarter finns listade i Catalogue of Life.